# Johannes Lebech
Johannes Lebech, né le 12 septembre 1948 à Skive (Danemark), est un homme politique danois, membre du Parti social-libéral. Il est député européen de 2007 à 2009.

## Biographie
Johannes Lebech est diplômé en danois et en histoire à l'université d'Aarhus en 1975. Après ses études, il est assistant d'enseignement à Holstebro.
Membre du Parti social-libéral, il occupe divers postes au sein de son organisation, d'abord localement à Holstebro, mais également dans la direction nationale. Il est le président du mouvement (un poste distinct de celui de leader politique, et davantage administratif) de 1997 à 2000.
Le 21 décembre 2000, il est nommé ministre des Affaires ecclésiastiques dans le gouvernement du Premier ministre social-démocrate Poul Nyrup Rasmussen. Il quitte ce poste en novembre 2001, après la victoire du bloc de droite aux élections législatives.
Candidat aux élections européennes de 2004, il ne remporte pas de siège mais devient suppléant pour son parti. À ce titre, il devient député européen en novembre 2007, en remplacement de Gitte Seeberg, élue au Folketing. Il est candidat à sa réélection en 2009 sur la liste menée par Sofie Carsten Nielsen, mais cette dernière ne remporte aucun siège.
Plusieurs fois candidat pour son parti aux élections législatives depuis les années 1980 sans toutefois parvenir à être élu, il est membre temporaire du Folketing du 10 mai au 10 juin 2016 pendant une absence d'Andreas Steenberg, en vertu de son statut de suppléant pour le parti dans la circonscription du Jutland du Nord lors des élections de 2015,.